# ソフトピアジャパン

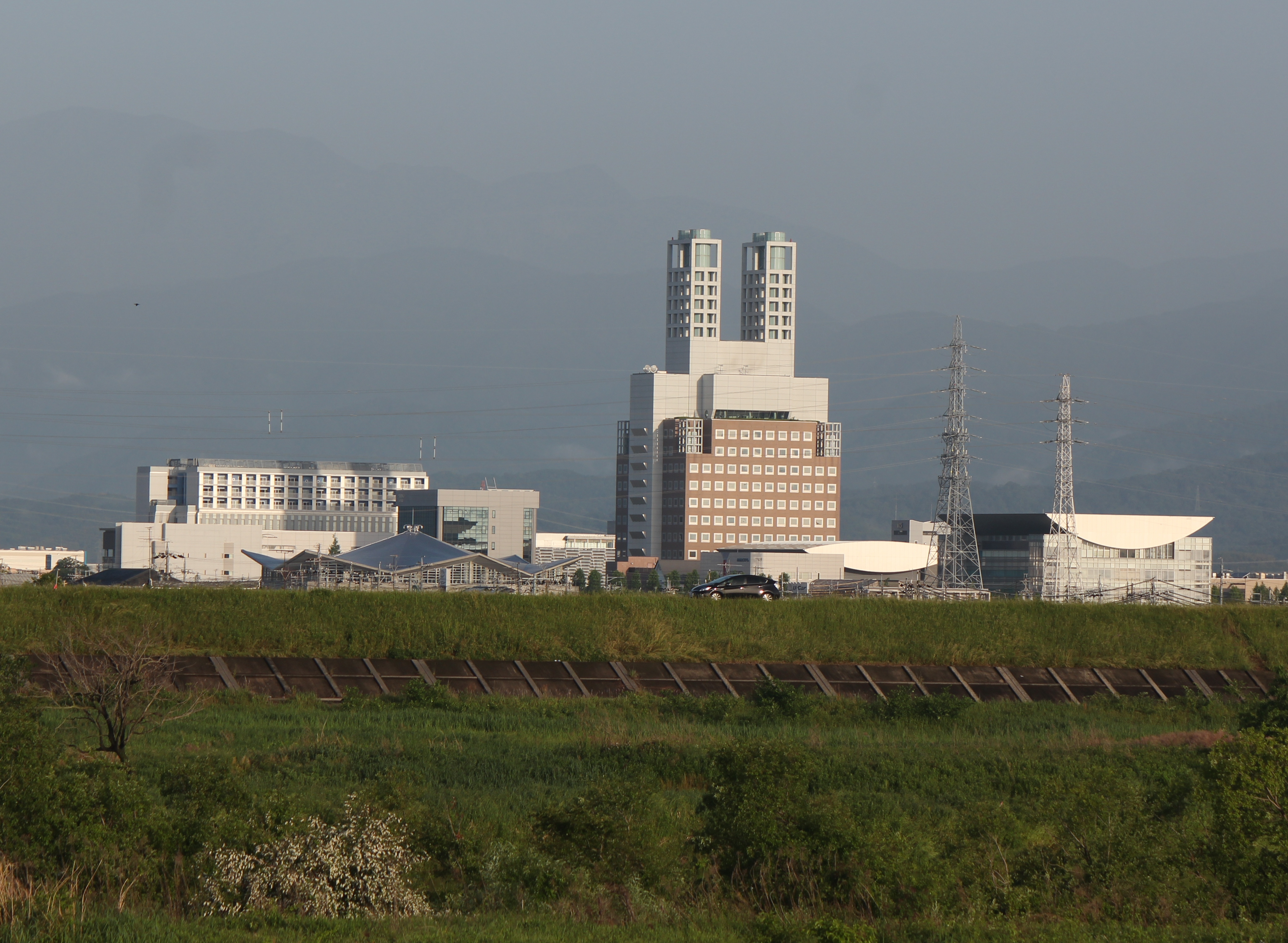
東側の揖斐川左岸から望むソフトピアジャパン。左からワークショップ24、センタービル（ツインタワー）、大垣市情報工房 / ソフトピアジャパン・アネックス、左手前には大垣市総合体育館。

ソフトピアジャパン（Softopia Japan）は岐阜県が大垣市に1990年代より整備した先端情報産業団地、またはこれを運営する公益財団法人。

## 概要
総面積は12.7ヘクタール。170社以上のIT関連企業が集結しIT関連技術者2,000人超が働いている。
公益財団法人ソフトピアジャパンでは、IT人材の育成、ベンチャー企業の育成をはじめ、研究開発支援・技術支援などの支援を行っている。
なお、愛知県尾張圏・岐阜県にて展開しているクリーニング店チェーンの株式会社ソフト・ピアと本施設との関係はない。

## 施設
所在
- 岐阜県大垣市加賀野4-1-7

センタービル（本館）
中核となる施設で、1996年（平成8年）6月竣工。地上13階建（地下2階）、高さ95m。建物の設計は黒川紀章建築都市設計事務所で、照明普及賞（1997年（平成9年））および第10回日経ニューオフィス賞（1997年（平成9年））を受賞した。
大垣市情報工房 / ソフトピアジャパン・アネックス
1998年（平成10年）2月竣工。大垣市の施設の大垣市情報工房と岐阜県の施設のソフトピアジャパン・アネックスの合築ビル。1、2、5階が大垣市情報工房。3、4階がアネックス（オフィススペース）。
ドリーム・コア（国際インキュベートセンター・全国マルチメディア専門研修センター）
- 構造：鉄骨造6階建（地下1階）
- 建物面積：1,836m2（延床面積：8,528m2）
- 竣工：2000年（平成12年）

ワークショップ24（賃貸オフィススペース）
- 構造：鉄骨造10階建
- 建物面積：1,865m2（延床面積：14,122m2）
- 竣工：2002年（平成14年）

分譲地
- 共立コンピューターサービス
- NTTコミュニケーションズ
- インフォファーム
- セイノー情報サービス
- タック
- 中広
- デリカスイト
- 電算システム
- NEC
- ピーアイシステム
- ブロードバンドタワー
- ミライコミュニケーションネットワーク
- 文溪堂
- 中央電子光学
- サンメッセ

## アクセス
バス
- 名阪近鉄バス ソフトピア線「ソフトピアジャパン」停留所（大垣駅から約10分）

自動車
- 国道21号（岐大バイパス） 和合インターチェンジより約2分

## 周辺
- 大垣市総合体育館
- 樽見鉄道樽見線 東大垣駅
- イオンタウン大垣
- 大垣コロナワールド
- アル・プラザ鶴見